# 비밀: 아내의 남자
"비밀: 아내의 남자"는 2015년에 개봉한 대한민국의 영화이다.

## 캐스팅
- 장하람 : 지윤 역
- 양정모 : 남수 역
- 한창현 : 아버지 역
- 이설구 : 사장 역
- 옥주리 : 엄마 역